# China Overseas Tower
La China Overseas Tower est un gratte-ciel en construction à Tianjin en Chine. Il s'élèvera à 270 mètres. Sa construction est actuellement suspendue. 